# 丁田政二郎
丁田 政二郎（ちょうだ せいじろう、1968年6月8日 - ）は、日本の男性声優、舞台俳優、小説家。かつてはマウスプロモーションに所属していた。神奈川県生まれ、鳥取県倉吉市出身。東京理科大学理工学部中退。
2009年、『どがでもバンドやらいでか』（ジャイブ）で第4回ジャイブ小説大賞優秀賞を受賞し、小説家としてもデビューしている。

## 出演作品

### テレビアニメ
- EAT-MAN'98（1998年、チビ、部下）
- デビルマンレディー（1998年、フロント係）
- セラフィムコール（1999年、警官B）
- どっきりドクター（1999年、板前）
- サイバーシックス（2000年、フィクストたち）
- 星界の戦旗（2000年、翔士A）
- 六門天外モンコレナイト（2000年、ギルマンライダーズ）
- 星界の戦旗II（2001年、刑務官B、パイロットB、トレクセス乗員B）
- パタパタ飛行船の冒険（2002年、御者[2]）
- モーレツ探偵（2005年）

### OVA
- ジオブリーダーズ（1998年、ハウンド隊員）
- 青山剛昌短編集夜空に飛び立つ10個の惑星（1999年、編集者E）

### 劇場アニメ
- 人狼 JIN-ROH（2000年）
- WXIII 機動警察パトレイバー（2002年）[3]

### ゲーム
- 立体忍者活劇 天誅 弐（2000年、竈馬）
- 鬼武者（2001年）
- 侍（2002年、東横苑仙）

### ドラマCD
- アルスラーン戦記 妖雲群行（1988年、鳥面人妖A）
- 最遊記（1999年、僧侶）
- 東京魔人學園退魔陣（1999年、情報屋）

### 吹き替え

#### 映画
- 狼たちの絆
- クロウ/飛翔伝説
- 十二夜
- チャイルド・プレイ
- チャイルド・プレイ/チャッキーの花嫁
- F/X 引き裂かれたトリック

#### ドラマ
- キーナン&ケル
- 緊急迎撃指令アカプルコH.E.A.T.
- シェルビーの事件ファイル
- V.I.P.
- フェームL.A.
- ヘリコップ

#### アニメ
- 史上最強のグーフィー・ムービー Xゲームで大パニック!
- 長くつ下のピッピ

### テレビ番組
- オトナの試験

### ナレーション
- RCカーグランプリ

### 舞台
- 沖縄の風 そして愛
- おはん
- 女の居場所

### その他コンテンツ
- ジャンプ4月号

## 著作
- どがでもバンドやらいでか